# 승합차 목록
이 문서에는 현재 생산 중인 승합차와 과거 모델이 나열되어 있다. 픽업 트럭과 달리 목록에는 미니밴, 승객용 승합차, 화물용 승합차가 포함된다.
† = 더 이상 생산 안 함
쉐보레
- †쉐보레 밴
- †쉐보레 익스프레스
- †쉐보레 시티 익스프레스
- 쉐보레 그린브리에

닷지
- †닷지 램 밴
- 닷지 A100
- 닷지 스프린터

포드 모터 컴퍼니
- †포드 이코노라인
- 포드 트랜싯
- 포드 에어로스타
- 포드 윈드스타
- 포드 타우누스 트랜짓

포스 모터스
- 포스 트랙스
- 포스 트래블러
- 포스 어바니아

GAZ
- †GAZ 소볼
- GAZelle

현대자동차
- †현대 엔투리지
- †현대 그레이스
- †현대 라비타/매트릭스
- †현대 스타렉스
- 현대 스타리아
- †현대 트라제 XG
- †현대 쏠라티

이스즈 자동차
- †이스즈 오아시스
- †이스즈 코모
- †이스즈 필리
- †이스즈 엘프

이베코
- 이베코 데일리

지프 (자동차)
- †플릿밴 FJ-3, FJ-6, FJ-9

조웻
- †조웻 브래드포드

기아자동차
- 기아 봉고
- 기아 카렌스/론도
- 기아 카니발/세도나
- †기아 카스타/조이스
- †기아 프레지오

LDV
- †LDV 파일럿
- †LDV 콘보이
- †LDV 컵
- †(2009년 맥서스 V80으로 복귀)LDV 맥서스

레일랜드
- †레이랜드 셰르파

로이드
- †로이드 LT 400, 600

럭스젠
- 럭스젠 M7

마힌드라
- 마힌드라 자일로
- 마힌드라 막시모
- 마힌드라 지토

마쓰다
- †마쓰다 봉고/봉고 브라우니
- †마즈다 봉고 프렌디
- 마쓰다 MPV

메르세데스-벤츠
- †메르세데스-벤츠 L319
- †메르세데스-벤츠 T1
- 메르세데스-벤츠 T2
- †메르세데스-벤츠 바네오
- 메르세데스-벤츠 바리오
- 메르세데스-벤츠 비토
- 메르세데스-벤츠 스프린터
- 메르세데스-벤츠 V-클래스

머큐리
- †머큐리 빌리저
- †머큐리 몬터레이

미쓰비시 그룹
- †미쓰비시 엑스포
- †미쓰비시 미니카
- †미쓰비시 타운 박스
- 미쓰비시 L300

모리스
- †모리스 카울리
- †모리스 마이너
- †모리스 J4

닛산
- †닷선 케이블라이트
- †닷선 리테반
- 닛산 AD
- 닛산 아틀라스/아틀라스 워크스루/아틀라스 로코/아틀라스 MAX
- 닛산 블루버드 밴
- 닷선/닛산 캡스타
- 닛산 세드릭 밴
- 프린스 글로리아 밴/닛산 글로리아 밴
- †닛산 체리 밴
- †닛산 인터스타
- †닛산 쿠비스타
- 닛산 NV200 바네트
- 닛산 NV300
- 닛산 NV350 캐러밴
- 닛산 NV400
- 닛산 NV1500
- 닛산 NV2500
- 닛산 NV3500
- †닛산 프레리
- 닛산 프리마스타
- 닛산 퀘스트
- †닛산 S-카고
- 닛산 세레나
- †닛산 실크로드
- †닛산 스카이라인
- †닛산 써니
- †닛산 바네트
- 닛산 로지

올즈모빌
- †올즈모빌 실루엣

오펠/복스홀
- †오펠 아스트라밴
- †오펠 베드포드 블리츠
- †오펠 블리츠
- 오펠 콤보
- 오펠 코르사반
- †오펠 카데트 콤보
- †오펠 모바노 A/B
- 오펠 모바노 C
- †오펠 신트라
- 오펠 비바로

푸조
- †푸조 J 7, J 9
- †푸조 J5
- 푸조 복서
- 푸조 엑스퍼트
- 푸조 파트너

플리머스
- †플리머스 보이저

프로톤
- 프로톤 엑소라
- †프로톤 주아라

평화 (자동차)
- 평화 뻐꾸기

폰티액
- †폰티액 몬타나
- †폰티액 트랜스 스포츠

램
- 램 C/V
- 램 프로마스터

르노
- †르노 에스타페트
- †르노 4 F4 및 F6
- 르노 캉구
- 르노 트래픽
- 르노 마스터

리가 오토버스 팩토리
- †RAF-251
- †RAF-08
- †RAF-10
- †RAF-2203
- †RAF-22031
- †RAF-3311
- †RAF-33111
- †RAF-977

SAIC-GM-우링
- 우링룽광
- 우링홍투
- 우링싱왕
- †류저우 우링 LZ 110
- 우링 드래곤
- 무릉시 바람
- 우링 윈드사이드
- 우링 선샤인

새턴
- †새턴 릴레이

세아트
- †SEAT 잉카

쌍용자동차
- †쌍용 이스타나
- †쌍용 로디우스

스바루
- †스바루 360 커머셜/밴
- †스바루 도밍고
- †스바루 리온 밴
- †스바루 삼바르

스즈키
- 스즈키 알토
- †스즈키 캐리
- †스즈키 슈퍼캐리
- 스즈키 매
- †오토잼 스크럼
- †베드포드 라스칼
- †홀든 스커리
- 마루티 베르사
- 스즈키 에르티가

타트라
- †타트라 12
- †타트라 베타

타타 자동차
- †타타 매직
- †타타 매직 아이리스
- †타타 윙어

템포
- †템포 래피드
- †템포 위킹
- †템포 마타도어
- †템포 트래블러

토요타 자동차
- †티오페트 코로나라인/코로나 밴/토요타 코로나 밴
- †토요페트/토요타 크라운 밴
- †토요페트 마스터라인
- †토요타 카리나
- †토요타 코롤라
- 토요타 다이나
- 토요타 그란비아
- 토요타 하이에이스
- 토요타 레지우스 에이스
- †토요타 라이트에이스
- †토요타 마크 II
- 토요타 노아/복시
- †토요타 마스터 에이스 서프 왜건 / 밴
- 토요타 프로에이스
- 토요타 에스티마
- 토요타 프로박스
- †토요타 퍼블리카 밴
- †토요타 퀵 딜리버리 / 어반 서포터
- 토요타 시에나
- 토요타 석시드
- 토요타 도요에이스
- †토요타 타운에이스
- 토요타 코스터

울리야놉스크 자동차 공장
- 우아즈 부한카
- UAZ 심바

복스홀 자동차 및 베드포드 자동차
- †베드포드 비글
- †베드포드 CA
- †베드포드 CF
- †베드포드 쉐반
- 복스홀 콤보
- 복스홀 코르사반
- †복스홀 아스트라반
- †복스홀 라스칼
- 복스홀 비바로
- †복스홀 모나보 1/2
- 복스홀 모나보 3

폭스바겐 상용차
- 폭스바겐 캐디
- 폭스바겐 루탄
- †(T4) 트랜스포터 / 콤비 / 카라벨 / 유로밴 / 무틀리반
- (T5) 트랜스포터 / 유로밴 / 콤비 / 카라벨 / 멀티밴
- 폭스바겐 캘리포니아
- 폭스바겐 LT
- 폭스바겐 크래프터
- 폭스바겐 타입 2 ("VW 버스")
- 폭스바겐 타입 2 (T2)